# Christian Leray
Christian Leray (4 de maio de 1947, Parigné) é um poeta e pesquisador em Sociolinguística, escritor de livros de poesia em português, francês e gallo da Bretanha.

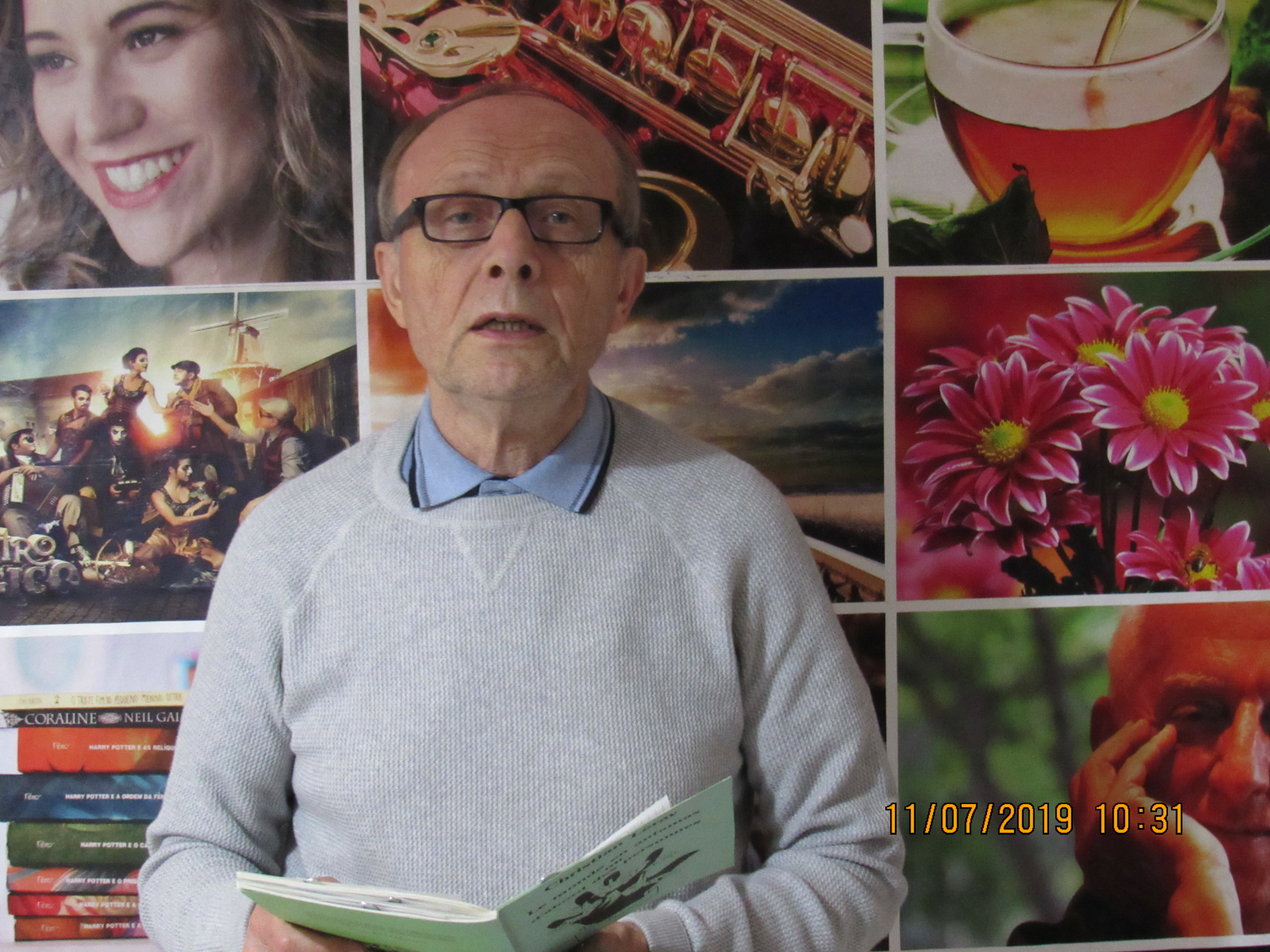
Christian Leray

Christian Leray nasceu em 1947 na cidade de Parigné, perto de Fougères. Iniciou seus estudos no Colégio de Fougères. Estudou na Escola Normal de Formação de Professores em Rennes (Bretanha-França) onde obteve o Certificado de Ensino Especializado ( C.A.E.I)
e continuou seus estudos na Universidade de Rennes2. Quando começou a ensinar, Christian Leray organizou os primeiros ensinos da língua Gallo da Alta Bretanha, nas escolas, colégios e universidade a partir de 1981. Fez parte do Núcleo Freinet, onde foi eleito responsável departamental. Participou do Congresso da Pedagogia Freinet na Universidade de Blumenau - Santa Catarina (1981),onde participou como palestrante. Organizou uma oficina de Pedagogia onde foi convidado pelos participantes do congresso Freinet a ajudar na criação de uma Escola de Pedagogia Freinet e Paulo Freire, na favela de Mocotó em Florianópolis. De uma pequena semente de pedagogia, se tornou um trabalho de desenvolvimento da Cidadania onde ele fala sobre isso no seu livro O desafio das Comunidades no Brasil :Brésil, le défi des comunautés
Esse primeiro livro faz parte também da sua linha de pesquisa sobre a história de vida da sua Tese de Doutorado em Sociolinguística e Ciência da Educação: Linguagem e Autoformação - uma história de vida no Gallo da Bretanha com a professora da Universidade de Tours, Nicole Gueunier, no ano de 1991. Christian Leray se apoiou sobre a história de vida de uma poetisa Gallo, Ernestine Lorand da cidade de Concoret ( região de Morbihan, na Franca),que lhe permitiu distinguir" a alternância  entre as línguas gallo e francês e seus efeitos sobre a narrativa de uma vida bilíngue, mas também a noção de "espaço gallo" ( situação dos espaços de vida e a representação dos espaços de referência pela locutora Ernestine); assim como o "problema da apropriação da sua língua e da sua identidade cultural em situação de diglossia"; assim como o professor de Sociolinguística Blanchet da Universidade de Rennes2,indicou na RevistaLinguagem e Sociedade, vol. 73, nº1 do ano de 1985,pag. 85-89 pelo comentário da Tese de Doutorado de Christian Leray, publicada em 1995 sobre o título Dinâmica intercultural e autoformação - uma história de vida em país Gallo (Ed. L'Harmattan,1995)
No seu relatório do livro (Dynamique Interculturelle et Autoformation,1985), o Professor de Sociolinguística Philippe Blanchet, mostra também "a importância desta pesquisa de cruzamento da apreensão sociolinguística do discurso, notadamente na perspectiva interativa e interpretativa, assim como também a apreensão da Autoformação em Ciência da Educação." (Gaston Pineau: produção de um discurso interativo do tipo "história de vida.") 
Nas pesquisas de Christian Leray na Bretanha (França) e também no Nordeste e no Sul do Brasil ( Brésil: Le défi des communautés, Paris, L'Harmattan, Collection Longiques Sociales, 1985), o conceito da "interculturalidade" está ligado ao conceito de "interação de linguagem" entre pessoas de comunidade etnolinguística diferente. Este conceito está também desenvolvido no seu livro L'arbre à palabres et à récits - De L'Afrique au Brésil en passant par la Bretagne, 2014Paris,Editora L'Harmattan - Coleção Historia de vida e formação. 
Com o pós-doutorado intitulado na França como "Habilidade em dirigir teses", o pesquisador Christian Leray Co-organizou na Universidade de Rennes e no Brasil ( Universidade Federal de Fortaleza e nas Alianças Francesas de Fortaleza, Recife, Rio de Janeiro e Niterói), seminários e palestras em português e francês. Diversas conferências suas foram publicadas em Revistas Científicas ou em livros, como exemplo o artigo
A língua como vetor identitário no livro Identidade e Discurso(Org. Maria José Coracini, Campinas,2003 - Editora ARGOS- UNICAMP -  ISBN 85-2680-635-1).
Christian atuou também como palestrante na Universidade Estadual do Ceará, na Universidade Federal de Santa Maria no Rio Grande do Sul e também na Universidade Estadual da Bahia, que publicou sua conferência na Revista da Universidade Estadual( ref. do artigo de Christian Leray História de Vida Intercultural em Formação de Professores na Revista da FAEEBA, Educação e Contemporaneidade, vol.17,nº29, pag 43-50 - ISSN 23580194 - Salvador-Bahia,2008.